# كنيسة الطاهرة الكبرى
كنيسة الطاهرة الكبرى: كبرى كنائس بغديدا قره قوش السبع. سميت بالكبرى لا فقط لضخامتها وسعتها بل نسبة إلى كنيسة الطاهرة القديمة المجاورة لها وهي تعتبر أكبر كنائس العراق والشرق الأوسط. تبقى كنيسة الطاهرة أكبر كنائس العراق وإحدى كبريات كنائس الشرق الأوسط سعة وهندسة وجمالاً. وهي أم الكنيسة في بغديدا، فيها تجري الاحتفالات والتجمعات الكبرى. فيها كان يقيم راعي الأبرشية في زياراته الراعوية السنوية، قبل إنشاء دار الكهنة الحالي. وعمل الخديديون صغيراً وكبيراً دون جهد أو ملل وبدون أي تكنولوجيا حديثة ولمدة ستة عشر عاماً تم انجاز الكنيسة. هذه الكنيسة تعتبر من أهم مراكز الكنيسة السريانية. يعتبرها أهالي المدينة وملايين العراقيين فخر الكنائس العالم. لم تكن عملية البناء سهلة في فترة من التاريخ حيث كانت المعيشة تعتمد على الموسم الزراعي وتربية الماشية فكانت العقبات كبيرة منها قيام الحرب العالمية الثانية وقيام دعوة الأراضي مابين الخديديين والجليين والتي انتهت بقرار لصالح الخديديين ورغم كل هذه العقبات تم انجاز البناء. تمت حفلة تكريسها في يوم 7 تشرين الأول من عام 1947 وحضر حينها القاصد الرسولي أو (السفير البابوي من الفاتيكان) مار اسطيفان دي شيلا مع مطران الابرشية وبعض الضيوف من كهنة وشخصيات حكومية بالإضافة إلى مشاركة أبناء البلدة وبعض من أهالي البلدات المجاورة وبذلك لاحظ القاصد الرسولي أن ماقام به أهالي بغديدا يستحق التكريم وبذلك طلب أسماء الأشخاص الذين كان لهم الدور الأكبر في سير عملية البناء والاشراف عليها من خلال تبرعهم الشخصي أو من خلال حملة جمع التبرعات أو قيادة مجاميع العمال فحصل كل منهم اسمائهم على أوسمة بابوية.

## التاريخ
وضع حجرها الأساس المثلث الرحمة المطران قورلس جرجس دلال بتاريخ 21 أغسطس 1928. واستمر البناء فيها حتى 1939، وتوقف وقتاً من الزمن بسبب الحرب ودعوى النزاع على الأراضي مع الجليليين والظروف الاقتصادية ورداءة المواسم الزراعية ثم استؤنف بهمة أهل البلدة ذلك أن موارد البناء الرئيسية كانت من تبرعات الاهالي من المحاصيل الزراعية والمواشي عاماً بعد عام ومن مصوغات النساء المتبرعات وأيضاً من العمل الجماعي المجاني. كان راعي الأبرشية آنذاك المطران جرجس دلال يتردد على البلدة التي أحبها ليتفقد سير العمل ويحمل بيديه الحجارة أو الطابوق ويبدأ بأغنية شعبية لبعث الحماس فيردد الأطفال بعده وهم حاملون وراءه الطابوق ومواد البناء، بحسب طاقاتهم، إلى موقع البناء ويبقى اسم المعماريين السريانيين الموصليين عبودي طنبورجي ورؤوف حنا الأسود الذي على يده تمت العقدة الأخيرة، عالقاً بهذا الصرح الكبير وتم تكريسها في احتفال مهيب، كان عرساً لامثيل له، في أحد تقديس البيعة الموافق 7 تشرين الثاني 1947 على يدي راعي الأبرشية المطران قورلس جرجس دلال يحيط به جمع من أساقفة العراق يتقدمهم القاصد الرسولي اسطيفان دي شيلا.

## التصميم والبناء
تتألف الكنيسة من ثلاثة فضاءات شاهقة أوسعها وأعلاها أوسطها، ويبلغ ارتفاعه 15 م. أما الجانبيان فيبلغ ارتفاع كل منهما 12 م. وتتصدر الكنيسة البالغة مساحتها الكلية 1296م2، ثلاثة مذابح، تظلل الأوسط الرئيسي منها خيمة رخامية تسندها أربعة أعمدة شاهقة. وتضم الكل قبة شاهقة تخترقها اثنتا عشرة نافذة.أما الفضاءات الداخلية الكبرى الثلاثة فترتكز على 18 عموداً رخامياً ضخماً تتلاقى في أقواس شاهقة رائعة. في عام 1962 أضيف الرواق الخارجي الشمالي، وأُلحق به الرواق الجنوبي عام 1966. وكان قد استكمل الهيكل الداخلي عام 1963، وثلاثتها من الاسمنت المسلّح. وأُقيم برج المجرسة والواجهة الغربية من الحلان عام 1973. وتلاحقت ترميمات أخرى، كان آخرها عام 1980 شمل تغليف الجدران الخارجية بالحلان والتخفيف من ثقل طبقات قبة الهيكل المركزية.

## عمليات الترميم والتوسعة
بعد حملة ترميم شاملة شهدتها كنيسة الطاهرة كبريات كنائس الخورنة لا بل الابرشية والعراق، دامت الحملة أكثر من عام ونصف العام. تم الاستعداد لأفتتاحها مع بدء السنة الطقسية (التي تبدأ مع بداية شهر تشرين الثاني ـ زمن تقديس وتجديد البيعة) وعلى كافة الاصعدة الروحية واللتورجية والثقافية والادارية.
بتاريخ الجمعة المصادف 4 تشرين الثاني 2005، احتفل الباغديديون بافتتاح كنيسة الطاهرة الكبرى كبرى كنائس بغديدا والعراق لا بل أكبر كنيسة في الشرق الأوسط. تراس احتفال افتتاح كنيسة الطاهرة الكبرى سيادة راعي الابرشية المطران مار باسيليوس جرجس القس موسى بصحبة الاباء الكهنة في الخورنة وبحضور السادة الاساقفة: مار سيوريوس اسحق ساكا، مار ديوسقوريوس لوقا شعيا، مار بولس فرج رحو، مار يطرس هربولي، والسيد دريد محمد كشمولة محافظ نينوى اّنذاك وغيره من مسؤولي الدولة والكهنة من خورنات عديدة والراهبات وضيوف من مناطق عديدة وجمع حاشد من أبناء بغديدا.